# Opistophthalmus keilandsi
Espèce
Synonymes
- Opisthophthalmus latimanus keilandsi Hewitt, 1914

Opistophthalmus keilandsi est une espèce de scorpions de la famille des Scorpionidae.

## Distribution
Cette espèce est endémique du Cap-Oriental en Afrique du Sud. Elle se rencontre vers Tsomo.

## Systématique et taxinomie
Cette espèce a été décrite sous le protonyme Opisthophthalmus latimanus keilandsi par Hewitt en 1914. Elle est élevée au rang d'espèce par Prendini en 2001.

## Étymologie
Son nom d'espèce lui a été donné en référence au lieu de sa découverte, Keilands.

## Publication originale
- Hewitt, 1914 : Descriptions of new Arachnida from South Africa. Records of the Albany Museum, vol. 3, p. 1–37.